# Agencja zatrudnienia
Agencja zatrudnienia – niepubliczna jednostka organizacyjna świadcząca usługi w zakresie pośrednictwa pracy, pośrednictwa do pracy za granicą u pracodawców zagranicznych, poradnictwa zawodowego, doradztwa personalnego i pracy tymczasowej.
Wszystkie legalnie działające w Polsce agencje zatrudnienia, to jest:
- agencje prowadzące pośrednictwo pracy na terenie Rzeczypospolitej Polskiej,
- agencje prowadzące pośrednictwo do pracy za granicą u pracodawców zagranicznych obywateli polskich,
- agencje doradztwa personalnego,
- agencje pracy tymczasowej,
- agencje poradnictwa zawodowego

powinny posiadać certyfikat marszałka województwa właściwego dla siedziby agencji, potwierdzający wpis do rejestru podmiotów prowadzących agencje zatrudnienia
Agencje pośrednictwa pracy świadczące usługi w zakresie:
- pośrednictwa pracy na terenie Rzeczypospolitej Polskiej,
- pośrednictwa do pracy za granicą u pracodawców zagranicznych,

udzielają pomocy poszukującym pracy w uzyskaniu odpowiedniego zatrudnienia a pracodawcom w znalezieniu pracowników o odpowiednich kwalifikacjach.
Największe polskie organizacje zrzeszające agencje zatrudnienia:
- Polskie Forum HR[3]
- Stowarzyszenie Agencji Zatrudnienia[4]